# Zemoul
 (mars 2025).
Motif : Pas trouvé de sources secondaires relativement récentes, fiables et centrées. La plupart des sources datent de la moitié du XIXe siècle et certaines sont contradictoires (L'Afrique, 16 janvier 1845, « Jamais zemoul, smela ou smala n'a été le nom d'une tribu. »).
- Archive Wikiwix
- Bing
- Cairn
- DuckDuckGo
- E. Universalis
- Gallica
- Google
- G. Books
- G. News
- G. Scholar
- Persée
- Qwant
- (zh) Baidu
- (ru) Yandex
- (wd) trouver des œuvres sur Wikidata

| 1. | Préciser le motif de la pose du bandeau. | Précisez le motif de la pose du bandeau en utilisant la syntaxe suivante : {{admissibilité à vérifier\|date=juillet 2025\|motif=remplacez ce texte par le motif}}           |
| 2. | Informer les utilisateurs concernés.     | Pensez à avertir le créateur de l'article, par exemple, en insérant le code ci-dessous sur sa page de discussion : {{subst:avertissement admissibilité à vérifier\|Zemoul}} |

 (février 2025).
Les Zemoul sont une tribu algérienne composée artificiellement d'éléments arabes et berbères créée par le Makhzen des Beys de Constantine.
D'abord au service des Beys de Constantine, les Zemoul ont ensuite joué un rôle clé lors des premières expéditions militaires françaises en Algérie, apportant un soutien précieux aux troupes dans la province.

## Origines
Les Zemoul sont composés de diverses tribus des alentours de Constantine, d'origines multiples mélangées dans l'armée du bey[réf. à confirmer]. Ils sont principalement issues de la tribu hilalienne des Ouled Derradj venant de la région de Msila.
On trouve également parmi les Zemoul des traces d'une ancienne communauté juive, notamment dans les environs de Aïn Fesguïa, où l'emplacement d’un cimetière juif est encore identifié. Selon les traditions locales, ces Juifs auraient été soit forcés à se convertir à l’islam, soit auraient quitté la région[réf. nécessaire]

## Histoire
Les Zemoul étaient une tribu militaire, dirigée par un chef : le "Caïd al-Zamalah" qui dirigé la tribu dans l'aide aux troupes turques en Algérie. D'autres sources affirment plutôt l'allégeance à un cheikh ayant l'autorité religieuse et politique des Zemouls[réf. nécessaire]. Ils furent privilégiés lors de la Régence d'Alger, ayant plusieurs terres et presque pas d'impôt à payer en échange de servir l'autorité et de protéger les soldats. Ces derniers considérés comme la tribu la plus puissante du Dahra[réf. nécessaire]. Les Zemoul étaient une tribu semi-nomade vivant sur des plaines agricoles contingus.
L'historien M. Vayssettes dans son livre l'Histoire des Beys de Constantine déclare a propos des Zemouls : "Les gens de la zmala, dans le principe, n'étaient autres que les serviteurs des beys, chargés de la garde des troupeaux de chameaux, bœufs et moutons, appartenant à l'État. Ils étaient, à cette époque, établis dans la vallée supérieure de l'oued Roumel, entre Constantine et Aïn Semara, et n'avaient, entre eux, d'autre lien commun que celui de servir un même maître."[...]"Leur nombre fût d'abord assez restreint, étant limité par les besoins mêmes du service qu'on exigeait d'eux. Mais à mesure que le pays se pacifiait, les impôts étaient perçus d'une manière plus régulière et sur un plus grand nombre de tribus"[réf. nécessaire]
En 1775, les Zemouls seront dans les rangs de Salah Bey se dirigeant vers Alger, où ils participeront à la défense de la ville lors de l'expédition d'Alger, qui sera une victoire pour la Régence[réf. nécessaire]
En 1804, alors que Osman Bey ben Mohammed poursuivait le chérif Bou Dali dans l'oued Zouhr, les Segnïa en profitèrent pour se soulever et dévaster complètement l’établissement de Fesguïa. En 1818, Mohammed-Chakar-Bey contraignit les Segnïa à reconstruire l’établissement à leurs propres frais[réf. nécessaire].
En 1836, lors du siège de Constantine, Mohamed Ben Sahnoun, chef de tribu Zemoul, prit part à un complot contre Hadjj Ahmed Bey et était en contact direct avec l'armée française. Toutefois, la clémence du bey l'a épargné.

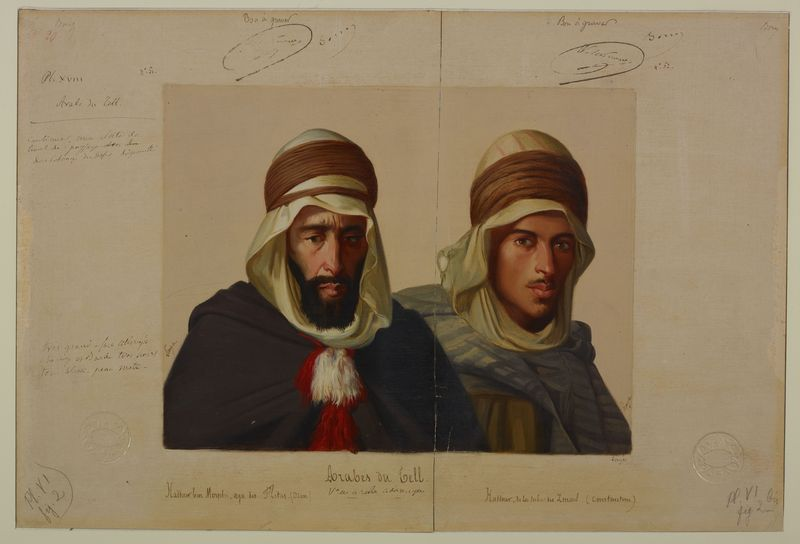
Kaddour ben Morfi (gauche), agha des Flitta et "Kaddour" (droite), issus de la tribu Zemoul, Longa Louis-Anselme, 1842.

En 1837, alors que l'ex-bey Hadjj Ahmed rassemblait ses forces à Oum el-Asnam, le kaïd Ali Ben Ba-Ahmed, investi à la tête des Zemoul par l'armée française, marcha contre le camp du bey[réf. nécessaire].
En janvier 1838, le général Négrier fut nommé commandant de Constantine. En l’espace de quatre mois, il mena cinq expéditions dans les régions avoisinantes, accompagné par les cavaliers des Zemoul[réf. nécessaire].
D'après le Recueil des notices et mémoires de la Société archéologique de la Province de Constantine, « Dans toutes les expéditions que nos troupes firent dans la province, au commencement de l'occupation française, les Zemoul nous rendirent de grands services comme cavaliers auxiliaires, en éclairant la marche des colonnes, et plus tard, enfin, beaucoup d'entre eux, conservant leur esprit militaire, s'engagèrent dans nos escadrons de spahis. »[réf. nécessaire]
La chasse au faucon est présente culturellement chez les Zemoul, ce qui est d'ailleurs le cas chez certaines tribus qui sont une part de leurs origines (les Ouled Derradj).[réf. nécessaire]

## Fractionnement
Au début des années 1830, les Zemoul étaient divisés en 3 branches qui peuplaient les plaines de Ain Mlila : 
- les Kouachi 
- les Ouled Zoui 
- les Marouana 

## Personnalités
- Ali ben Bahmed, khalifa de Constantine, caïd des Drid, puis comme caïd des Zemouls[réf. nécessaire] (tribu dont il fait partie), et enfin placé lors de la colonisation en tant que caïd des Haraktas[6]. il s'est notamment illustré pour avoir combattu contre Hadjj Ahmed Bey en 1837[réf. nécessaire].

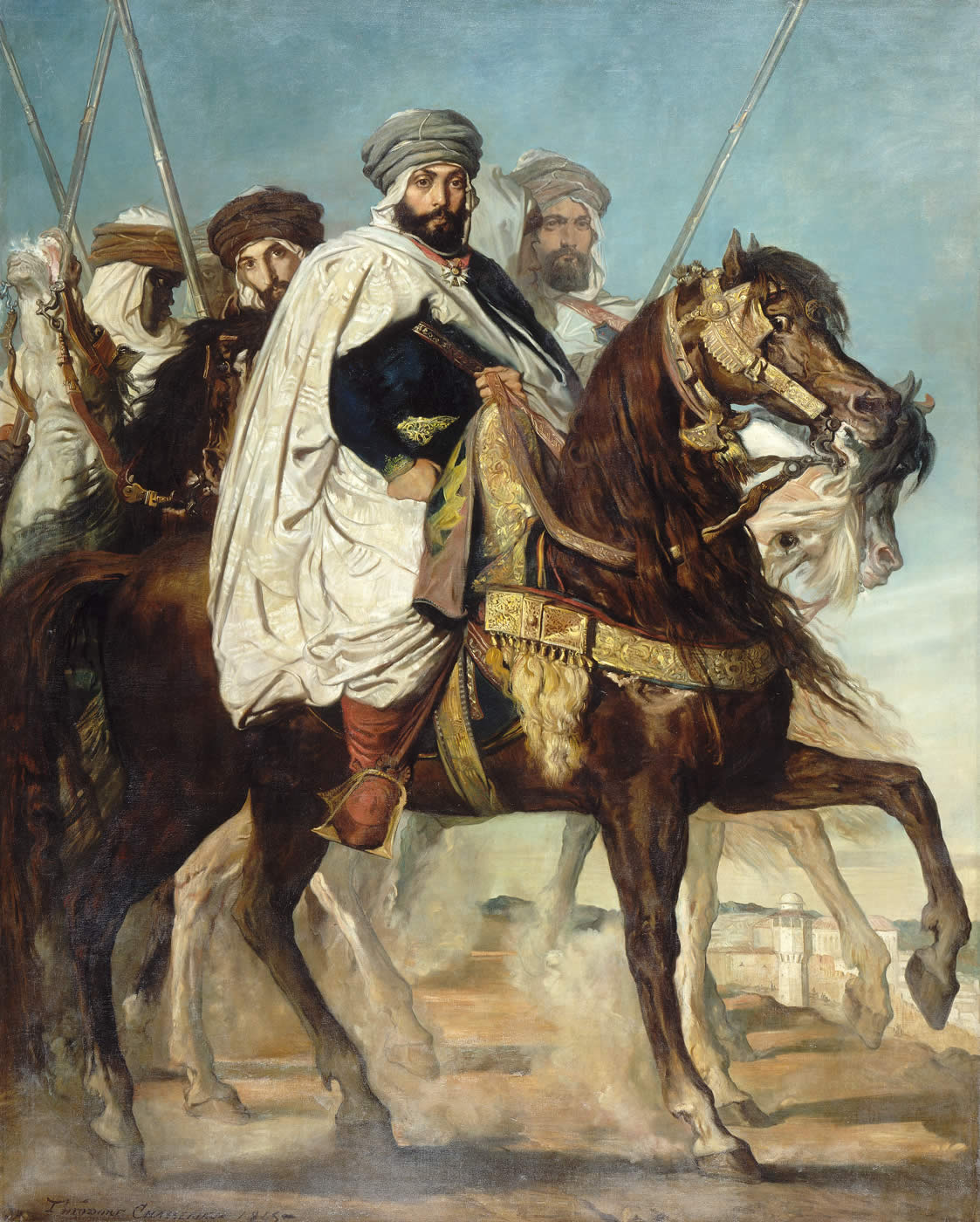
Ali ben Bahmed des Zemoul, khalife de Constantine et chef des Haraktas

- Mostefa Benbahmed, ex-député français du parti SFOI, membre du FLN et petit-fils de Ali ben Bahmed[7],[8].

## Folklore
Selon la tradition locale, ces montagnes, perçues comme investies d’un caractère quasi divin, étaient autrefois en conflit, s'affrontant à coups de canon dans une guerre incessante. Pour rétablir l'harmonie, une intervention divine mit fin à leur querelle : Dieu envoya depuis le Sahara une troisième montagne, Sidi Halilif, qui s’interposa entre elles et les contraignit à la paix. Ce caractère sacré est renforcé par une particularité botanique intrigante : au sommet de Sidi Halilif pousse le der'mous, une plante qui ne se trouve habituellement que dans le désert, preuve pour les tolba du pays de son origine saharienne et de son rôle providentiel
.